# Épreuves combinées aux championnats du monde d'athlétisme en salle
Pour un article plus général, voir Championnats du monde d'athlétisme en salle.
Les épreuves combinées d'athlétisme figurent au programme des championnats du monde d'athlétisme en salle depuis 1993 en tant qu'épreuve de démonstration, avant de devenir une épreuve officielle à partir de 1995. Elles sont constituées aujourd'hui de l'heptathlon chez les hommes, et du pentathlon chez les femmes.
L'heptathlon est composé du 60 m, du saut en longueur, du lancer du poids, du saut en hauteur, du 60 m haies, du saut à la perche et du 1 000 m. Le pentathlon est composé du 60 m haies, du saut en hauteur, du lancer du poids, du saut en longueur et du 800 m.
Avec trois médailles d'or remportées (2012 à 2016), l'Américain Ashton Eaton est l'athlète le plus titré à l'heptathlon. La Belge Noor Vidts est la seule femme à avoir remporté deux fois l'épreuve, en 2022 et 2024.
Le record des championnats du monde en salle de l'heptathlon est actuellement détenu par Ashton Eaton, auteur d'un nouveau record du monde avec 6 645 pts lors de l'édition 2012. Le record des championnats du pentathlon est actuellement détenu par l'Ukrainienne Nataliya Dobrynska, auteur d'un nouveau record du monde avec 5 013 pts lors de ces mêmes championnats.

## Éditions
| Années              | 95 | 97 | 99 | 01 | 03 | 04 | 06 | 08 | 10 | 12 | 14 | 16 | 18 | 22 | 24 | 25 | Total |
| ------------------- | -- | -- | -- | -- | -- | -- | -- | -- | -- | -- | -- | -- | -- | -- | -- | -- | ----- |
| Hommes - heptathlon | X  | X  | X  | X  | X  | X  | X  | X  | X  | X  | X  | X  | X  | X  | X  | X  | 16    |
| Femmes - pentathlon | X  | X  | X  | X  | X  | X  | X  | X  | X  | X  | X  | X  | X  | X  | X  | X  | 16    |

## Heptathlon

### Historique
Ashton Eaton remporte le concours de l'heptathlon des Championnats du monde en salle d'Istanbul, en mars 2012, et améliore à cette occasion de 77 points son propre record du monde en totalisant 6 645 pts après avoir battu ses records personnels dans deux épreuves, au saut en longueur (8,16 m) et au lancer du poids (14,56 m). Il devance au terme des sept disciplines l'Ukrainien Oleksiy Kasyanov et le Russe Artem Lukyanenko. 
En mars 2014, Eaton conserve son titre mondial à l'occasion des championnats du monde en salle de Sopot, en Pologne. Avec 6 632 pts à l'issue des sept épreuves, il établit la deuxième meilleure performance de tous les temps, à seulement 13 points de son record du monde réalisé deux ans plus tôt. Il devance sur le podium le Biélorusse Andrei Krauchanka et Belge Thomas Van der Plaetsen.
En mars 2016, Ashton Eaton décroche son troisième mondial consécutif sur l'heptathlon lors des championnats du monde en salle dans sa ville natale Portland. Avec 6 470 pts (meilleure performance mondiale de l'année), il s'impose devant l'Ukrainien Oleksiy Kasyanov (6 181 pts) et l'Allemand Mathias Brugger (6 126 pts).

### Palmarès
| Édition | Or                          | Argent                        | Bronze                            |
| ------- | --------------------------- | ----------------------------- | --------------------------------- |
| 1995    | Christian Plaziat 6 246 pts | Tomáš Dvořák 6 169 pts        | Henrik Dagard 6 142 pts           |
| 1997    | Robert Změlík 6 228 pts     | Erki Nool 6 213 pts           | Jón Arnar Magnússon 6 145 pts     |
| 1999    | Sebastian Chmara 6 386 pts  | Erki Nool 6 374 pts           | Roman Šebrle 6 319 pts            |
| 2001    | Roman Šebrle 6 420 pts      | Jón Arnar Magnússon 6 233 pts | Lev Lobodin 6 202 pts             |
| 2003    | Tom Pappas 6 361 pts        | Lev Lobodin 6 297 pts         | Roman Šebrle 6 196 pts            |
| 2004    | Roman Šebrle 6 438 pts      | Bryan Clay 6 365 pts          | Lev Lobodin 6 203 pts             |
| 2006    | Andre Niklaus 6 192 pts     | Bryan Clay 6 187 pts          | Roman Šebrle 6 161 pts            |
| 2008    | Bryan Clay 6 371 pts        | Andrei Krauchanka 6 234 pts   | Dmitriy Karpov 6 131 pts          |
| 2010    | Bryan Clay 6 204 pts        | Trey Hardee 6 184 pts         | Aleksey Drozdov 6 141 pts         |
| 2012    | Ashton Eaton 6 645 pts (WR) | Oleksiy Kasyanov 6 071 pts    | Artem Lukyanenko 5 969 pts        |
| 2014    | Ashton Eaton 6 632 pts      | Andrei Krauchanka 6 303 pts   | Thomas Van der Plaetsen 6 259 pts |
| 2016    | Ashton Eaton 6 472 pts      | Oleksiy Kasyanov 6 182 pts    | Mathias Brugger 6 126 pts         |
| 2018    | Kevin Mayer 6 348 pts       | Damian Warner 6 343 pts       | Maicel Uibo 6 265 pts             |
| 2022    | Damian Warner 6 489 pts     | Simon Ehammer 6 363 pts       | Ashley Moloney 6 344 pts          |
| 2024    | Simon Ehammer 6 418 pts     | Sander Skotheim 6 407 pts     | Johannes Erm 6 340 pts            |
| 2025    | Sander Skotheim 6 475 pts   | Johannes Erm 6 437 pts        | Till Steinforth 6 275 pts         |

### Records des championnats
| Points    | Athlète      | Lieu     | Date |
| --------- | ------------ | -------- | ---- |
| 6 476 pts | Dan O'Brien  | Toronto  | 1993 |
| 6 645 pts | Ashton Eaton | Istanbul | 2012 |

## Pentathlon

### Historique

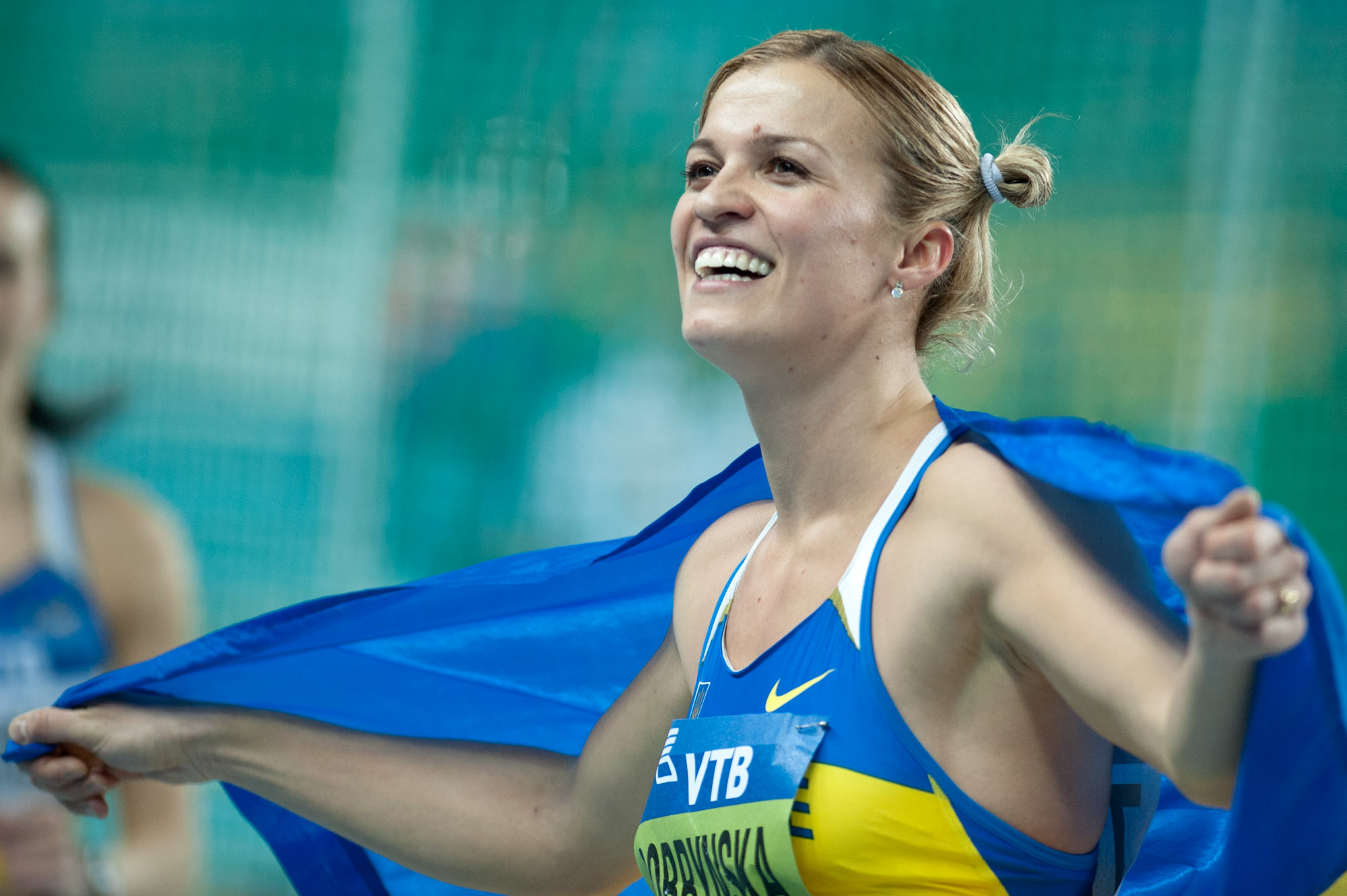
Nataliya Dobrynska lors des championnats du monde en salle 2012.

Quelques jours avant les championnats du monde en salle 2012, l'Ukrainienne Nataliya Dobrynska perd son mari, qui était également son entraineur, atteint d'un cancer. À Istanbul, Dobrynska remporte le concours du pentathlon et établit à cette occasion un nouveau record du monde avec 5 013 pts après avoir battu ses records personnels dans deux épreuves, au saut en longueur (6,57 m) et sur 800 mètres (2 min 11 s 15). Première athlète féminine à franchir la barrière des 5 000 points à l'occasion d'un pentathlon, elle améliore de 22 points l'ancienne meilleure marque mondiale détenue depuis 1992 par la Russe Irina Belova. Elle devance au terme des cinq épreuves la Britannique Jessica Ennis et la Lituanienne Austra Skujytė.
En 2014, la Néerlandaise Nadine Broersen remporte l'épreuve du pentathlon des championnats du monde en salle de Sopot, en Pologne. Elle porte son record personnel à 4 830 pts en améliorant notamment ses meilleures performances sur 60 m haies (8 s 32), au saut en hauteur (1,93 m), au saut en longueur (6,17 m) et sur 800 m (2 min 14 s 97). Elle devance la Canadienne Brianne Theisen-Eaton et l'Ukrainienne Alina Fyodorova.
En 2016, Brianne Theisen-Eaton remporte son premier titre mondial en s'imposant lors des championnats du monde en salle 2016 de Portland avec 4 881 points, nouveau record personnel et continental et meilleure performance mondiale de l'année.
En 2024, la Belge Noor Vidts devient la première athlète à remporter un deuxième titre mondial.

### Palmarès
| Édition | Or                                  | Argent                          | Bronze                       |
| ------- | ----------------------------------- | ------------------------------- | ---------------------------- |
| 1995    | Svetlana Moskalets 4 834 pts (CR)   | Kym Carter 4 632 pts            | Irina Tyukhay 4 622 pts      |
| 1997    | Sabine Braun 4 780 pts              | Mona Steigauf 4 681 pts         | Kym Carter 4 627 pts         |
| 1999    | Le Shundra Nathan 4 753 pts         | Irina Belova 4 691 pts          | Urszula Włodarczyk 4 596 pts |
| 2001    | Natalya Sazanovich 4 850 pts (CR)   | Yelena Prokhorova 4 711 pts     | Karin Ertl 4 678 pts         |
| 2003    | Carolina Klüft 4 933 pts (CR)       | Natalya Sazanovich 4 715 pts    | Marie Collonvillé 4 644 pts  |
| 2004    | Naide Gomes 4 759 pts               | Nataliya Dobrynska 4 727 pts    | Austra Skujytė 4 679 pts     |
| 2006    | Lyudmila Blonska 4 685 pts          | Karin Ruckstuhl 4 607 pts       | Olga Levenkova 4 579 pts     |
| 2008    | Tia Hellebaut 4 867 pts             | Kelly Sotherton 4 852 pts       | Anna Bogdanova 4 753 pts     |
| 2010    | Jessica Ennis 4 937 pts (CR)        | Natalia Dobrynska 4 851 pts     | Hyleas Fountain 4 753 pts    |
| 2012    | Nataliya Dobrynska 5 013 pts (CR)   | Jessica Ennis 4 965 pts         | Austra Skujytė 4 802 pts     |
| 2014    | Nadine Broersen 4 830 pts           | Brianne Theisen-Eaton 4 768 pts | Alina Fyodorova 4 724 pts    |
| 2016    | Brianne Theisen-Eaton 4 881 pts     | Alina Fyodorova 4 770 pts       | Barbara Nwaba 4 661 pts      |
| 2018    | Katarina Johnson-Thompson 4 750 pts | Ivona Dadic 4 700 pts           | Yorgelis Rodríguez 4 637 pts |
| 2022    | Noor Vidts 4 929 pts                | Adrianna Sułek 4 851 pts        | Kendell Williams 4 680 pts   |
| 2024    | Noor Vidts 4 779 pts                | Saga Vanninen 4 677 pts         | Sofie Dokter 4 571 pts       |
| 2025    | Saga Vanninen 4 821 pts             | Kate O'Connor 4 742 pts         | Taliyah Brooks 4 669 pts     |

### Records des championnats
| Points    | Athlète            | Lieu       | Date |
| --------- | ------------------ | ---------- | ---- |
| 4 686 pts | Liliana Nastase    | Toronto    | 1993 |
| 4 834 pts | Svetlana Moskalets | Barcelone  | 1995 |
| 4 850 pts | Natalya Sazanovich | Lisbonne   | 2001 |
| 4 933 pts | Carolina Klüft     | Birmingham | 2003 |
| 4 937 pts | Jessica Ennis      | Doha       | 2010 |
| 5 013 pts | Nataliya Dobrynska | Istanbul   | 2012 |